# Sköna hem
Sköna hem är en svensk inredningstidning, som ges ut av Bonnier News. Den kommer ut med 14 nummer per år och har en upplaga på 98 800 exemplar. Sköna hem har kommit ut sedan 1979. 
Sköna hem delar årligen sedan 1993 ut priset Årets möbel. Nuvarande chefredaktör är Claes Blom.

## Chefredaktörer
- Börge Bengtsson 1979-1992
- Björn Vingård 1992-
- Linda Grahn  -2001
- Lotti Ander
- Claes Blom 2007-2023